# Erwin und Helmut Plönes
Die Zwillingsbrüder Erwin und Helmut Plönes, geboren 18. April 1925 in Wesel, waren deutsche Maler, Zeichner und Sgraffitokünstler. Erwin Plönes verstarb 2015 in Brüssel, Helmut 2017 in Leverkusen.

## Familie, Ausbildung und Werk
Die Zwillingsbrüder Erwin und Helmut Plönes wurden am 18. April 1925 in Wesel geboren. Der Vater, Heinrich Plönes, war Studienrat und Schriftsteller.  Eines seiner Werke, ‚Die Dhünn erzählt‘, setzt sich philosophisch mit Gegend, Natur und Umweltaspekten des kleinen Flusses Dhünn im Bergischen Land auseinander. Die Ausgabe des Verlages Mercator von 1982 wurde von seinen Söhnen, Erwin und Helmut Plönes, mit Zeichnungen in Feder und Tusche illustriert. Nebenbei tritt auch der Vater als Maler in Erscheinung: ein Bild von ihm hängt im Flur vor dem Sitzungssaal des Xantener Stadtrates und ist mit H. Plönes 32 signiert.
Nach ihrer Rückkehr aus der Kriegsgefangenschaft studieren Erwin und Helmut Plönes an den Kölner Werkschulen Kunst. Diese Schule stand damals in der Tradition des Bauhauses, das zwischen 1919 und 1933 in Weimar, Dessau und Berlin bestand. Beide Schulen versuchten, Handwerk und Kunst zusammenzuführen. Einer ihrer Hauptlehrer an den Kölner Werkschulen war Otto Gerster (1907–1982).
Nach dem Studium arbeiteten die Zwillingsbrüder in ihrer Heimatregion Leverkusen an typischen Nachkriegsaufträgen: zusammen entwerfen sie Kirchenfenster und schaffen Sgraffito-Arbeiten für öffentliche Gebäude. Viele dieser öffentlichen Arbeiten sind bis heute erhalten (Beispiele siehe Einzelnachweise).